# Mszana (gmina w województwie lwowskim)
Mszana – dawna gmina wiejska w powiecie gródeckim województwa lwowskiego II Rzeczypospolitej(1934–1939), a także jednostka podziału administracyjnego Generalnego Gubernatorstwa w latach 1941–1944, wchodząca w skład dystryktu galicyjskiego. Siedzibą gminy była Mszana.
Gminę utworzono 1 sierpnia 1934 r. w ramach reformy na podstawie ustawy scaleniowej z dotychczasowych gmin wiejskich: Malczyce, Mszana, Powitno, Stronna, Suchowola i Załuże.
W latach 1939–1941 zniesiona, będąc okupowana przez ZSRR, gdzie nie funkcjonowały gminy zbiorowe (vide rejon janowski).
W 1941 roku reaktywowana na skutek wojny niemiecko-radzieckiej, po zajęciu obszaru przez władze hitlerowskie. Gmina weszła w skład powiatu lwowskiego (Kreishauptmannschaft Lemberg), należącego do dystryktu Galicja w Generalnym Gubernatorstwie, gdzie została zmodyfikowana. Gminę powiększono o gromady Karaczynów i Wroców, należące przed wojną do (niereaktywowanej) gminy Domażyr oraz o gromadę Bartatów, należącą przed wojną do (niereaktywowanej) gminy Stawczany. Ludność gminy w 1943 roku wynosiła 9504.
| Gmina w Landkreis Lemberg | Miejscowości / gromady                                 | Gmina (II RP) | Powiat (II RP) | Rejon w ZSRR (1939–1941) |
| ------------------------- | ------------------------------------------------------ | ------------- | -------------- | ------------------------ |
| Mszana                    | Malczyce, Mszana, Powitno, Stronna, Suchowola i Załuże | Mszana        | gródecki       | janowski                 |
| Mszana                    | Karaczynów i Wroców                                    | Domażyr       | gródecki       | janowski                 |
| Mszana                    | Bartatów                                               | Stawczany     | gródecki       | gródecki                 |

Po II wojnie światowej obszar gminy został włączony do Ukraińskiej SRR.